# Slobodan Šijan
Slobodan Šijan, serb. Слободан Шијан (ur. 16 listopada 1946 w Belgradzie) – serbski reżyser i scenarzysta filmowy, specjalizujący się w filmach komediowych.

## Życiorys
Absolwent Akademii Sztuk Pięknych w Belgradzie, gdzie w 1970 roku ukończył studia malarskie na Wydziale Sztuk Pięknych, a w 1975 - reżyserskie na Wydziale Sztuk Teatralnych. Jego opiekunem na uczelni był uznany reżyser Živojin Pavlović. Od połowy lat 70. Šijan reżyserował eksperymentalne filmy krótkometrażowe i telewizyjne.
Na dużym ekranie zadebiutował czarną komedią Kto tam śpiewa (1980), ze scenariuszem Dušana Kovačevicia. Obraz, którego akcja rozgrywa się w dniu niemieckiej napaści na Jugosławię podczas II wojny światowej, cieszył się olbrzymią popularnością i zyskał status dzieła kultowego. W 1996 roku, w związku ze stuleciem kina, Jugosłowiańska Akademia Filmowa obwołała Kto tam śpiewa najlepszym rodzimym filmem ostatniego półwiecza. W 2016 roku Jugosłowiańska Kinoteka uznała obraz za najwybitniejszy serbski film XX wieku.
W dekadzie lat 80. Šijan stworzył jeszcze kilka innych popularnych przebojów jugosłowiańskiego kina, m.in. Rodzinny interes (1982) i Dusiciel kontra dusiciel (1984). Później był szefem Jugosłowiańskiego Archiwum Filmowego (1990-1991), a następnie profesorem na Uniwersytecie w Belgradzie (1997-2012).